# Wikipedia tiếng Telugu
Wikipedia tiếng Telugu được khởi động vào ngày 9 tháng 12 năm 2003, hiện thời, nó là phiên bản Wikipedia lớn nhất trong những ngôn ngữ Ấn Độ. Telugu là ngôn ngữ được nhiều người nói thứ hai tại Ấn Độ, và nhiều người nói nhất tại bang Andhra Pradesh. Đến ngày 28 tháng 12, năm 2007, có hơn 38 125 bài viết tại Wikipedia tiếng Telugu.

## Thành viên
Các mốc thành viên của Wikipedia tiếng Telugu:
- Wikipedia tiếng Telugu được khởi động vào ngày 9 tháng 12, năm 2003
- 200 thành viên vào ngày 24 tháng 11 năm 2005.
- 500 thành viên vào ngày 17 tháng 7 năm 2006.
- 1000 thành viên vào ngày 07 tháng 11, 2006.
- 1400 thành viên vào ngày 17 tháng 11, 2006.
- 2000 thành viên vào ngày 26 tháng 2 năm 2007.
- 2500 thành viên vào ngày 11 tháng 6, 2007.
- 3000 thành viên vào ngày 10 tháng 9, 2007.

## Số lượng bài viết
Số lượng bài viết tăng lên:
- 1000 vào ngày 17 tháng 8 năm 2005 với bàite:వినాయకుడు.
- 2000 vào ngày 23 tháng 11 năm 2005.  Mất 98 ngày để tăng gấp đôi.
- 25000 vào ngày 12 tháng 12 năm 2006 với bàite:తెలుగుదేశం పార్టీ.
- 26000 vào ngày 27 tháng 12 năm 2006 với bàite:కంభంపాడు (పెద్దారవీడు మండలం).
- 30000 vào ngày 26 tháng 6 năm 2007 với bàite:వ్యవసాయం.
- 36000 vào ngày 30 tháng 8 năm 2007 với bàite:దేశాల జాబితా – జిడిపి(పిపిపి) క్రమంలో.
- 37000 vào ngày 07 tháng 10 năm 2007 với bàite:తీర్పు (1975 సినిమా).
- 38000 vào ngày 15 tháng 12 năm 2007 với bàite:దిలీప్ దోషి.

## Sự phát triển bài viết theo tháng
| Năm  | 1 tháng 1 | 1 tháng 2 | 1 tháng 3 | 1 tháng 4 | 1 tháng 5 | 1 tháng 6 | 1 tháng 7 | 1 tháng 8 | 1 tháng 9 | 1 tháng 10 | 1 tháng 11 | 1 tháng 12 |
| ---- | --------- | --------- | --------- | --------- | --------- | --------- | --------- | --------- | --------- | ---------- | ---------- | ---------- |
| 2004 | -         | -         | -         | -         | -         | -         | -         | -         | 3         | 3          | 4          | 12         |
| 2005 | 35        | 101       | 103       |           | 111       | 209       | 410       | 611       | 1309      | 1703       | 1894       | 2051       |
| 2006 | 2205      | 2356      | 2643      | 2680      | 2760      | 3366      | 3338      |           | 5850      | 15679      | 22706      | 24035      |
| 2007 |           |           |           |           |           |           |           |           |           |            |            |            |